# Panzer 35(t)
Panzer 35(t) oziroma Panzerkampfwagen 35(t) je bil nemški tank med drugo svetovno vojno. Njegovo prvotno ime je LT-35 ali LT vz. 35 in je bil prvi serijski češkoslovaški tank, ki so ga uporabljali dokler jih ni Nemčija zasegla ob okupaciji Češke leta 1939 in jih vzela za svoje.   

## Zgodovina
Tank je bil narejen v češki tovarni Škoda. Izdelovati so ga začeli po letu 1936. V letu 1937 jih je tovarna ČKD (Českomoravská Kolben-Daněk) naredila 80. Vse skupaj je bilo narejenih 434 tankov. To vključuje 298 tankov za Češkoslovaško, 126 za Rumunijo (pod imenom Škoda R-2) in 10 za Bolgarijo (T11). Prvo naročilo za verzijo S-ll-a je Češkoslovaška dala leta 1934, čeprav je bilo odkritih več napak. 30. oktobra je bila naročena prva serijska proizvodnja 160. tankov. Prvi tanki so bili dostavljeni julija leta 1936. Novembra 1937 so bili naročeni še 103-je tanki. Leta 1938 je bilo naročenih še zadnjih 35 tankov. Tanke so naročile tudi druge vojske. Avgusta 1936 je Romunija naročila 126 tankov, ki so bili dostavljeni do maja 1937. 10 jih je naročil tudi Afganistan, vendar so Nemci dali ukaz za predajo le-teh Bolgariji. Wehrmacht je uporabljal 219 teh tankov, ki so jih zajeli češkoslovaški vojski leta 1939.

## Bojna uporaba
Od leta 1937 pa do leta 1939 je te tanke uporabljala Češkoslovaška. Leta 1939 pa so nemške sile zajele 219 tankov. Prvič so bili uporabljeni 5. junija 1939 pod imenom LTM 35. Po 16. januarju 1940 so se preimenovali v Panzerkampfwagen 35(t). Črka t pa stoji za tschechoslowakisch (slovensko:Češkoslovaška). Tank se je v nemški vojski boril v Poljski (1939), Franciji (1940), in v sovjetski zvezi (1941). V bitkah v Sovjetski zvezi so se pokazale slabosti tanka. Tank ni bil primeren za mrzlo podnebje in je bil dokaj nezanesljiv, zato so jih leta 1941 umaknili iz uporabe. Leta 1942 so jih 26 prodali Romuniji. Na Slovaškem in v Romuniji so ostali operativni še eno leto.

## Verzije
- S-ll-a: Prvotna označba za prototip.
- LT vz. 35: Osnovna češkoslovaška verzija (37 mm A-3).
- T-11: Izvozna verzija za Bolgarijo z boljšim topom 37 mm A-7.
- LTM 35: Poimenovanje v nemški pehoti do Januarja 1940.
- Panzerkampfwagen 35(t): Nemško poimenovanje tanka LT-35.
- Panzerbefehlswagen 35(t): Nemška poveljniška verzija.
- Mörserzugmittel 35(t): Nemški oborožen vlačilec.
- R2: Romunska oznaka za tank LT-35.
- TACAM R2: Romunski tank narejen na podlagi šasije R-2 (LT-35).
- T21: Večji prototip, narejen na Madžarskem kot Turan.